# 1832 en philosophie
Chronologie de la philosophie
- 1828
- 1829
- 1830
- 1831
- 1832
- 1833
- 1834
- 1835
- 1836

L’année 1832 a été marquée, en philosophie, par les événements suivants :

## Événements
- Rétablissement par François Guizot de l'Académie des sciences morales et politiques, fondée en 1795 puis supprimée en 1803.

## Naissances
- 27 mai : Jules Lachelier, philosophe français, mort en 1918.
- 16 août : Wilhelm Wundt, philosophe allemand, mort en 1920.

## Décès
- 22 mars : Johann Wolfgang von Goethe, philosophe allemand, né en 1749.
- 6 juin : Jeremy Bentham, philosophe britannique, née en 1748.